# Imperatrice Teimei
Imperatrice Teimei 貞明皇后 (Kōgō Teimei?) (Tokyo, 25 giugno 1884 – Tokyo, 17 maggio 1951) anche nota come Imperatrice Madre Teimei (貞明皇太后?, Teimei-kōtaigō), era l'imperatrice consorte dell'Imperatore Taisho del Giappone. Nata Sadako Kujō (九条節子?, Kujō Sadako), fu la madre dell'Imperatore Showa. Il suo nome postumo fu, Teimei, che significa "costanza illuminata".

## Biografia
La Principessa Sadako Kujō nacque a Tokyo, come quartogenita del Principe (Duca) Kujō Michitaka, capo del ramo Kujō del clan Fujiwara, e Ikuko Noma.
Sposò l'allora Principe della Corona Yoshihito (il futuro Imperatore Taishō) il 25 maggio 1900. La coppia visse nel recente Palazzo di Akasaka a Tokyo, al di fuori del complesso principale del Palazzo Imperiale di Tokyo. Quando partorì un figlio maschio, il principe Hirohito (il futuro Imperatore Shōwa) nel 1901, fu la prima moglie ufficiale di un Principe della Corona o Imperatore ad aver dato alla luce l'erede ufficiale al trono dal 1750.
Diventò Imperatrice (Kōgō) quando suo marito salì al trono il 30 luglio 1912. Data la debole condizione fisica e mentale del marito, ella esercitò una forte influenza sulla vita imperiale, e fu un'attiva patrona nella Società della Croce Rossa Giapponese. I rapporti tra l'Imperatore e l'Imperatrice erano molto buoni, come evidenziato dalla mancanza di interesse dell'Imperatore Taishō nel prendere delle concubine, rompendo così centinaia di anni di tradizione imperiale, e avendo da lei quattro figli maschi.
Dopo la morte dell'Imperatore Taishō il 25 dicembre 1926, il suo titolo diventò quello di Imperatrice vedova ( 皇太后?, Kōtaigō) (che significa "vedova del precedente imperatore"). Obiettò apertamente al coinvolgimento del Giappone nella seconda guerra mondiale, che causò scontri con suo figlio, Hirohito. Dal 1943, agì anche dietro le quinte con il figlio più giovane, il Nobuhito, per portare alla caduta del Primo Ministro Hideki Tōjō.
Morì al Palazzo Ōmiya a Tokyo, all'età di 66 anni, e fu sepolta accanto a suo marito, l'Imperatore Taishō, nella Tama no higashi no misasagi (多摩東陵) al Mausoleum Imperiale di Musashino a Tokyo.

## Figli e nipoti
| Nome                         | Nascita                                   | Matrimonio        | Matrimonio                 | Figli |
| ---------------------------- | ----------------------------------------- | ----------------- | -------------------------- | --- |
| Imperatore Showa             | 29 aprile 1901 morto, il 7 gennaio 1989   | 26 gennaio 1924   | Principessa Nagako di Kuni | Principessa Teru Sachiko, principessa Hisa Principessa Taka Principessa Yori Imperatore Akihito Masahito, principe Hitachi Principessa Suga   |
| Yasuhito, principe Chichibu  | 25 giugno 1902 morto, il 4 gennaio 1953   | 28 settembre 1928 | Setsuko Matsudaira         | |
| Nobuhito, principe Takamatsu | 3 gennaio 1905 morto, il 3 febbraio 1987  | 4 febbraio 1930   | Kikuko Tokugawa            | |
| Takahito, principe Mikasa    | 2 dicembre 1915 morto, il 27 ottobre 2016 | 22 ottobre 1941   | Yuriko Takagi              | Principessa Yasuko di Mikasa Principe Tomohito di Mikasa Yoshihito, principe Katsura Principessa Masako di Mikasa Norihito, principe Takamado |

## Titoli e trattamento
- 25 giugno 1884 – 25 maggio 1900: Lady Sadako Kujō
- 25 maggio 1900 – 30 luglio 1912: Sua Altezza Imperiale La Principessa della Corona del Giappone
- 30 luglio 1912 – 25 dicembre 1926: Sua Maestà Imperiale L'Imperatrice del Giappone
- 25 dicembre 1926 – 17 maggio 1951: Sua Maestà Imperiale L'Imperatrice Madre del Giappone
- titolo postumo: Sua Maestà Imperiale Imperatrice Teimei

## Galleria d'immagini

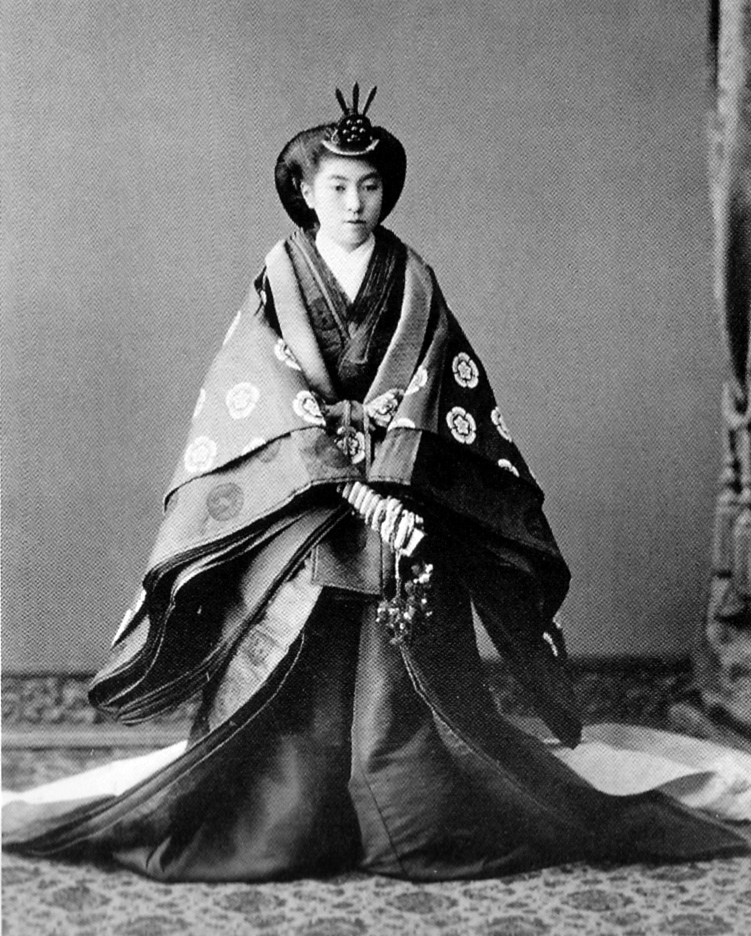
La Principessa della Corona Sadako nel giorno del suo matrimonio, 1900
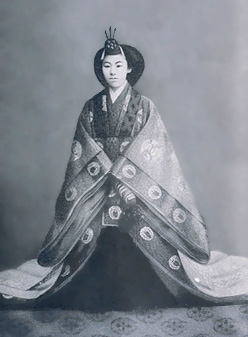
La neo-incoronata imperatrice Teimei in jūnihitoe, 1912
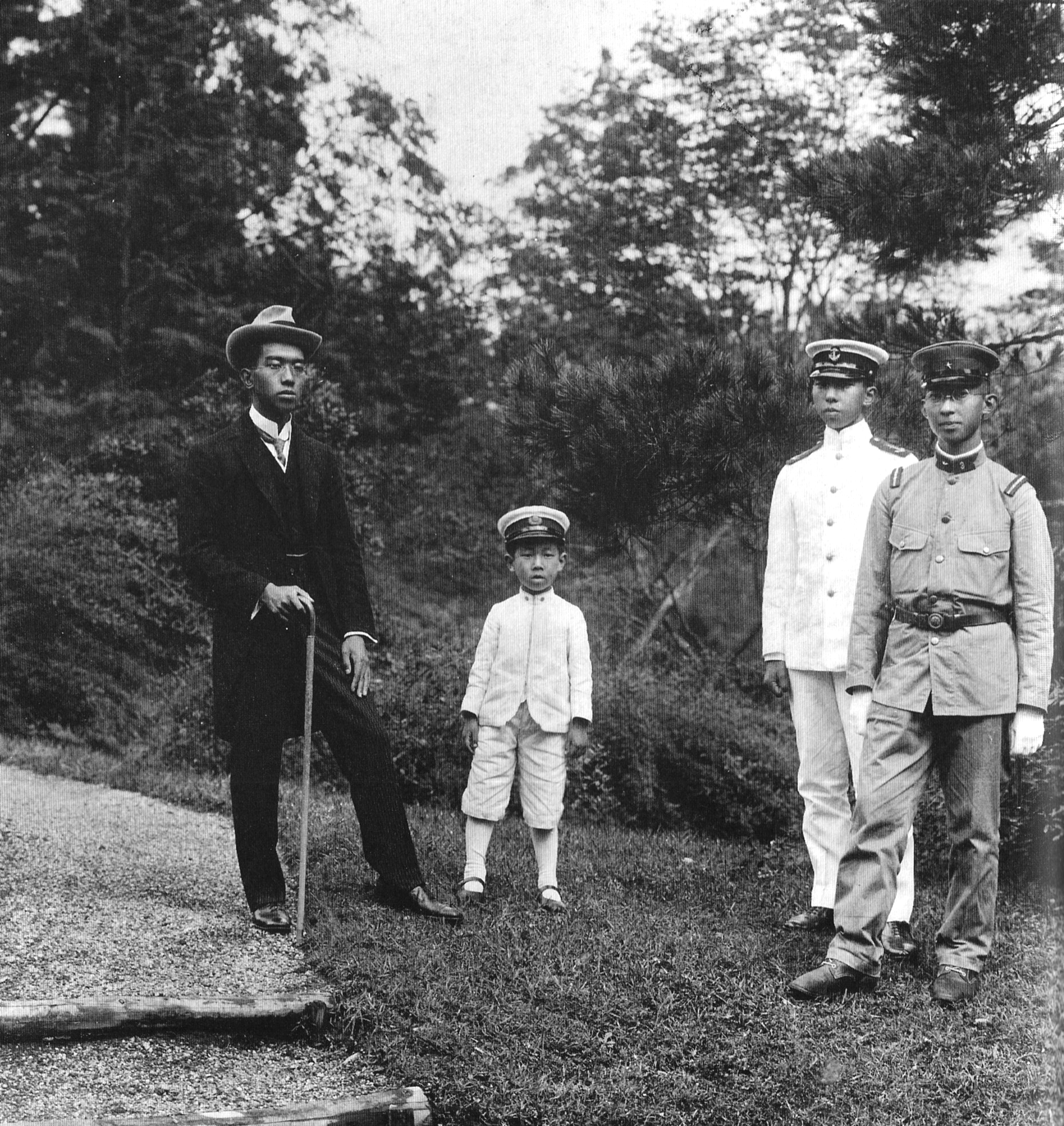
I quattro figli d'Imperatrice Teimei nel 1921 : Hirohito, Takahito, Nobuhito e Yasuhito
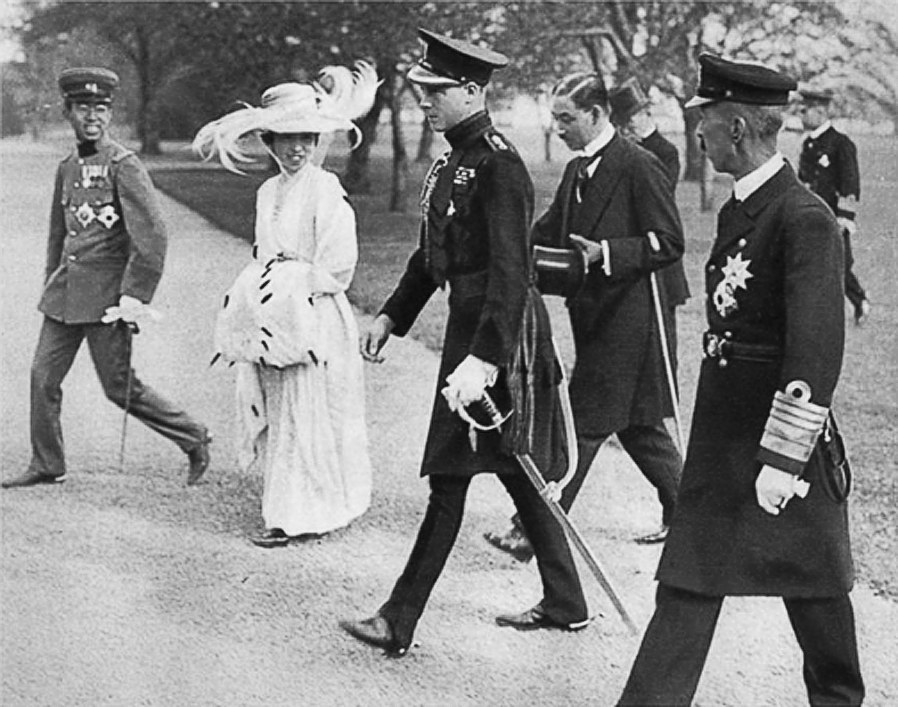
L'Imperatrice Teimei con il Principe Hirohito e il Principe di Galles (futuro Edoardo VIII) nel 1922
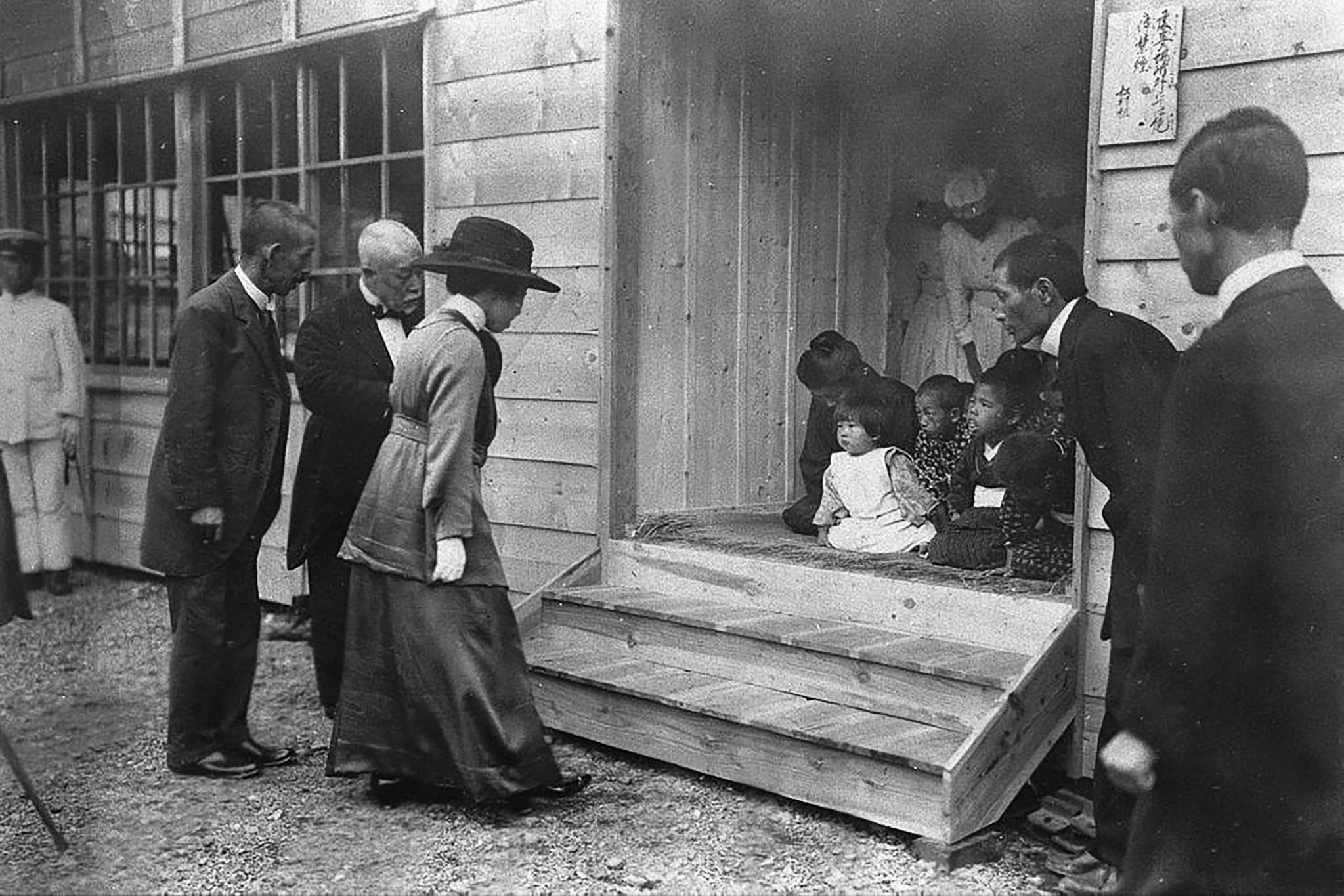
L'Imperatrice Teimei che visita i sopravvissuti del Grande terremoto del Kantō nel 1923
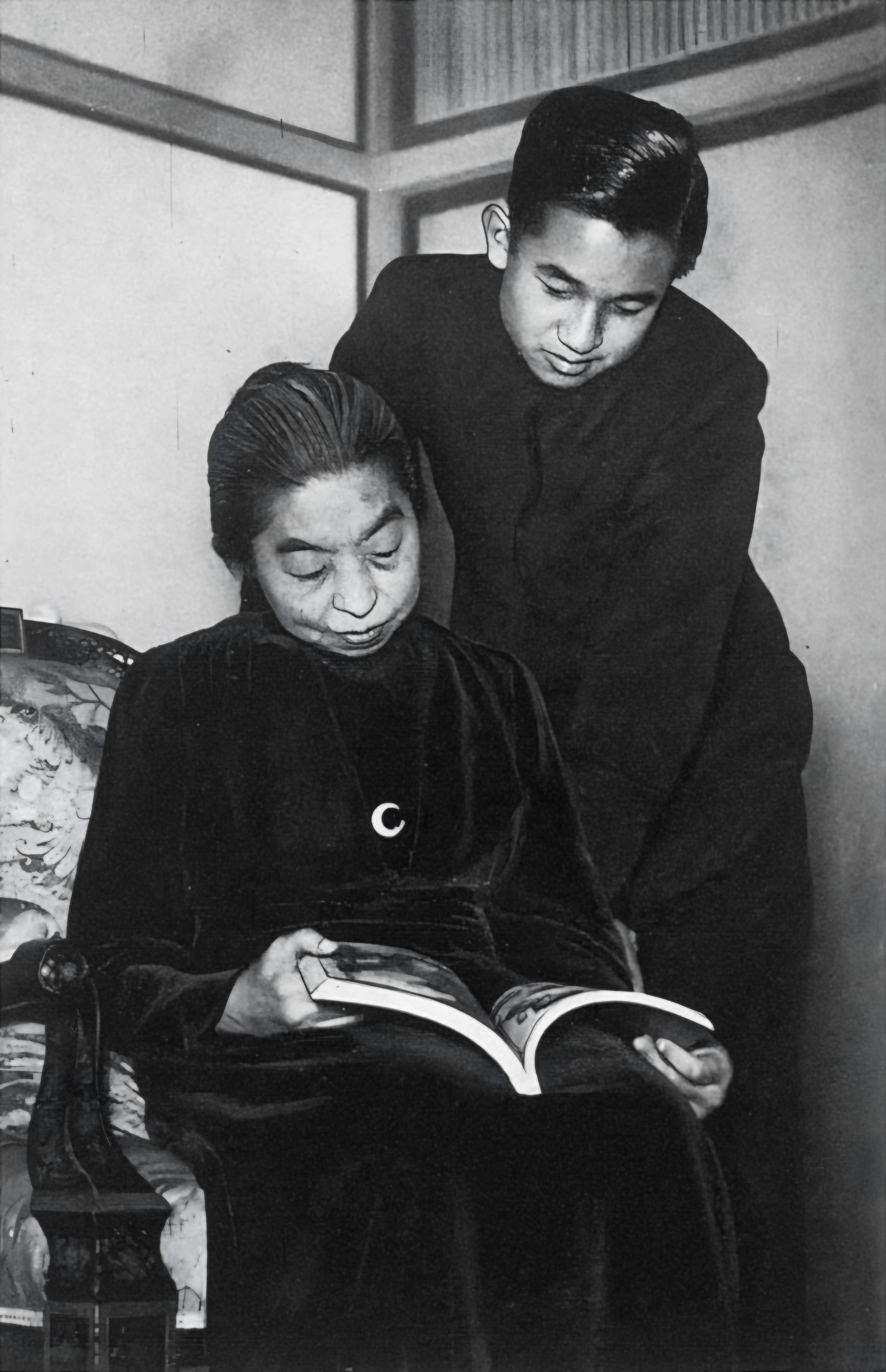
L'Imperatrice Teimei con il Principe Akihito nel 1949
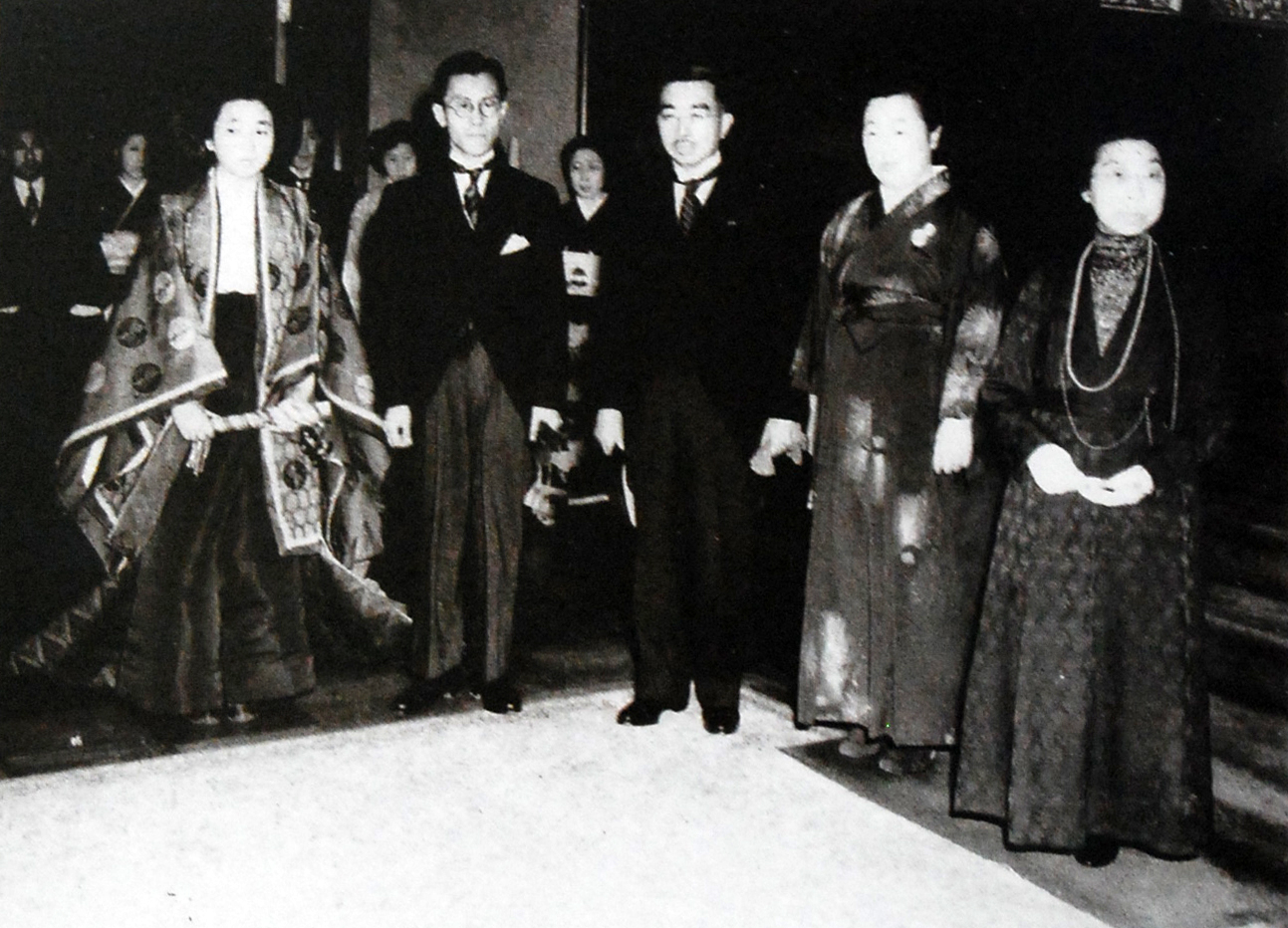
L'imperatrice Teimei al matrimonio della principessa Kazuko il 20 maggio 1950
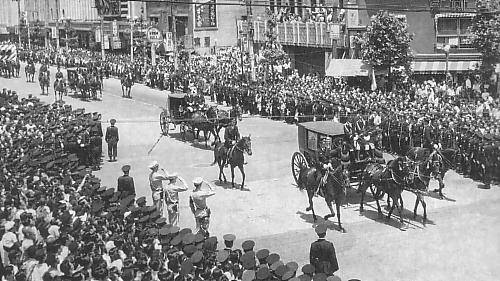
Immagine del funerale dell'imperatrice, il 22 giugno 1951
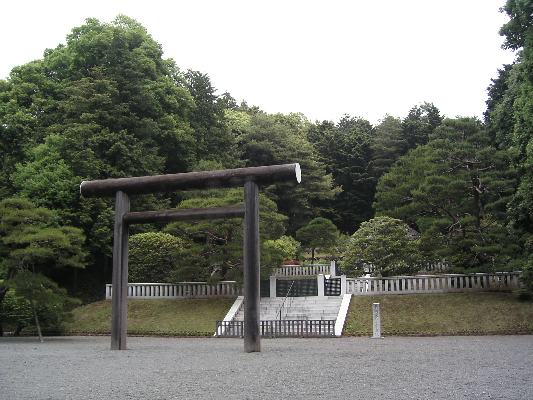
Il mausoleo dell'imperatrice nel Mushashi Imperial Graveyard

## Collegamenti
- Imperatrici giapponesi
- Palazzo Ōmiya

## Fonti
- Bix, Herbert P. (2000). Hirohito and the Making of Modern Japan. New York: HarperCollins. ISBN 0-06-019314-X; ISBN 978-0-06-019314-0; OCLC 247018161
- Fujitani, Takashi. (1998). Splendid Monarchy: Power and Pageantry in Modern Japan.. Berkeley: University of California Press. ISBN 0-520-20237-6; ISBN 978-0-520-20237-5; OCLC 246558189—Reprint edition, 1998. ISBN 0-520-21371-8
- Hoyt, Edwin P. (1992). Hirohito: The Emperor and the Man. New York: Praeger Publishers. ISBN 0-275-94069-1; ISBN 978-0-275-94069-0; OCLC 23766658